# Advanced Mobile Phone Service

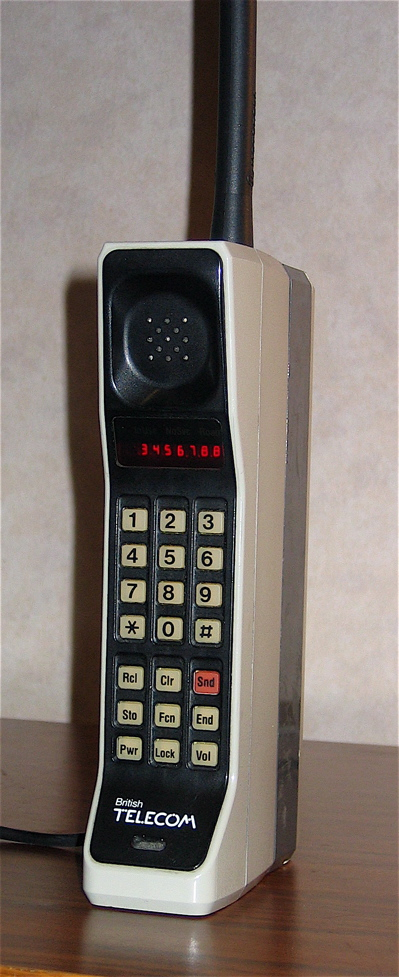
Motorola DynaTAC war das erste AMPS-Handy

Advanced Mobile Phone Service (AMPS) ist der älteste Mobiltelefoniestandard der Welt.
Der analoge Standard wurde in Zusammenarbeit mit Motorola über zehn Jahre hinweg in den amerikanischen Bell Laboratories entwickelt und am 13. Oktober 1983 in Chicago gestartet. Die Bell Laboratories gehörten zu der Zeit zu gleichen Teilen den Firmen Western Electric sowie AT&T.
Ab 1988 wurde AMPS von der Telecommunications Industry Association (TIA) weiterentwickelt. AMPS gehört zu der Familie der ersten Generation des zellularen Mobilfunks. AMPS nutzt das Zugriffsverfahren FDMA (Frequency Division Multiple Access). Die für die Zeit der Einführung hohe Kapazität und Zuverlässigkeit von AMPS verhalf dem Standard zum Durchbruch und erlaubte es der amerikanischen Industrie, das System in viele Länder zu exportieren. AMPS nutzt das 800-MHz-Band. Von AMPS abgeleitet wurde TACS und ETACS zunächst für europäische Länder. TACS verwendet ein anderes Kanalraster und das 900-MHz-Band. Ein weiterer Abkömmling von AMPS war JTACS (das J steht für Japan). Weiterentwicklungen von AMPS führten zu NAMPS (Narrowband Advanced Mobile Phone Service), das eine noch höhere Kapazität erlaubte.
Der nächste Schritt war D-AMPS als digitale Erweiterung, das auch die PCS-Frequenzen (Personal Communication System) in den USA im 1900-MHz-Band eröffnete (heute PCS 1900). Die Entwicklung von AMPS ist mit D-AMPS weitestgehend beendet worden. Eine Weiterentwicklung zu dem ursprünglich vom GSM abstammenden EDGE-Standard wurde nicht fertiggestellt. Nachdem der AT&T-Nachfolger AT&T Wireless etwa im Jahr 2002 beschlossen hat, das gesamte Netz von AMPS auf GSM mit GPRS umzustellen, folgen praktisch alle noch bestehenden AMPS-Netzbetreiber dem Beispiel.
Weitere Mobilfunkstandards der ersten Generation waren:
- NMT in Skandinavien, später Benelux, Österreich und Osteuropa
- C-Netz in Deutschland, Portugal und Südafrika
- RTMS in Italien.